# 75842 Jackmonahan
75842 Jackmonahan este o planetă minoră (asteroid), cu un diametru de 3,137 km, din centura de asteroizi. A fost descoperită pe 30 ianuarie 2000 la Catalina Station⁠(d) de Catalina Sky Survey. 
Obiectul prezintă o orbită caracterizată de o semiaxă mare de 2,7760094424593 UAi, o excentricitate de 0,14, o înclinație de 1,9 ° în raport cu ecliptica.